# Wiedel (Einheit)
Wiedel oder Wiel war ein österreichisches Garnmaß, das eine regionsbestimmte unselbstständige Untermenge eines Stranges, das sogenannte Gebinde oder Unterband, darstellte. In Wien wurde das Maß Windel genannt.
Beim Aufwinden des Garns auf die Zählhaspel wurde nacheinander jeweils eine regional unterschiedliche Anzahl sogenannter Faden zu einem Gebinde oder Wiedel verschnürt oder abgebunden (daher der Name „Gebinde“). Eine bestimmte Menge Wiedel bildete schließlich den fertigen Garnstrang. Ein Faden wurde durch eine volle Umdrehung einer Haspel abgemessen. Die Fadenlänge war daher vom Umfang der Haspel abhängig, der wiederum auch vom Material des zu messenden Garnes bestimmt wurde. 

## Leinengarn
- 1 Faden = 1,25 Ellen (österr.) = 0,974 Meter
- 1 Wiedel = 240 Faden
- 1 Strähn/Schnalz/Schneller = 10 Wiedel = 3000 Ellen (österr.) = 2337,6 Meter

oder
- 1 Faden = 2,5 Ellen (österr.) = 1,948 Meter
- 1 Wiedel = 240 Faden
- 1 Strähn = 5 Wiedel = 3000 Ellen (österr.)

Auch diese Möglichkeiten gab es:
- 1 Faden = 3 Ellen (österr.) = 2,33764 Meter
- 1 Wiedel = 60 Faden = 140,2584 Meter
- 1 Strähn = 20 Wiedel
- 1 Stück = 4 Strähn
- 1 Bündel = 5 Stück
- 1 Schock = 12 Bündel

## Baumwollgarn
Das Baumwollgarn wurde bevorzugt nach dem englischen Maß gerechnet.
- 1 Faden = 1,7602 Wiener Ellen = 54 Fuß (engl.) = 1,37 Meter
- 1 Gebinde/Unterband = 80 Faden
- 1 Schneller/Strehn = 7 Gebinde = 985,715 Wiener Ellen = 840 Yards = 768 Meter

Weniger gebräuchlich das sogenannte „Wiener Maß“:
- 1 Faden = 2 ⅛ Wiener Ellen
- 1 Gebinde = 100 Faden
- 1 Schneller/Strehn = 7 Gebinde = 1487,5 Wiener Ellen

## Andere Bezeichnungen für das Maß von Gebinden
- Bind
- Fitze
- Haspelknipp
- Klapp
- Macque